# Општина Незавалкојотл (Мексико)
Незавалкојотл (шп. Nezahualcóyotl) општина је у Мексику у савезној држави Мексико. Општина се налази на надморској висини од 2253 м.

## Становништво
Према подацима из 2010. у општини је живело 1110565 становника.

### Хронологија
| Година       | 2000                      | 2005                      | 2010                      |
| ------------ | ------------------------- | ------------------------- | ------------------------- |
| Становништво | 1225972 (595585 / 630387) | 1140528 (553113 / 587415) | 1110565 (536943 / 573622) |

### Попис
| \| \| м \| \| \| ж \| \| 0—2 \| 25.321 \| \| \| 24.630 \| \| 3—5 \| 27.796 \| \| \| 27.222 \| \| 6—11 \| 56.931 \| \| \| 55.062 \| \| 12—14 \| 27.983 \| \| \| 27.002 \| \| 15—17 \| 29.752 \| \| \| 29.208 \| \| 18—24 \| 67.594 \| \| \| 68.810 \| \| 60+ \| 52.249 \| \| \| 63.899 \| \| Просек : \| 30,7 \| \| \| 32,0 \| |        |  |  |        |
| |        |  |  |        |
| | м      |  |  | ж      |
| 0—2 | 25.321 |  |  | 24.630 |
| 3—5 | 27.796 |  |  | 27.222 |
| 6—11 | 56.931 |  |  | 55.062 |
| 12—14 | 27.983 |  |  | 27.002 |
| 15—17 | 29.752 |  |  | 29.208 |
| 18—24 | 67.594 |  |  | 68.810 |
| 60+ | 52.249 |  |  | 63.899 |
| Просек : | 30,7   |  |  | 32,0   |

| #   | Индикатор                                                                                        | Вредност |
| --- | ------------------------------------------------------------------------------------------------ | -------- |
| 1   | Становништво од 0 до 2 године                                                                    | 49951    |
| 2   | Мушко становништво од 0 до 2 године                                                              | 25321    |
| 3   | Женско становништво од 0 до 2 године                                                             | 24630    |
| 4   | Становништво са 3 и више година                                                                  | 1046648  |
| 5   | Мушко становништво са 3 и више година                                                            | 504625   |
| 6   | Женско становништво са 3 и више година                                                           | 542023   |
| 7   | Становништво са 5 и више година                                                                  | 1010004  |
| 8   | Мушко становништво са 5 и више година                                                            | 486156   |
| 9   | Женско становништво са 5 и више година                                                           | 523848   |
| 10  | Становништво са 12 и више година                                                                 | 879637   |
| 11  | Мушко становништво са 12 и више година                                                           | 419898   |
| 12  | Женско становништво са 12 и више година                                                          | 459739   |
| 13  | Становништво са 15 и више година                                                                 | 824652   |
| 14  | Мушко становништво са 15 и више година                                                           | 391915   |
| 15  | Женско становништво са 15 и више година                                                          | 432737   |
| 16  | Становништво са 18 и више година                                                                 | 765692   |
| 17  | Мушко становништво са 18 и више година                                                           | 362163   |
| 18  | Женско становништво са 18 и више година                                                          | 403529   |
| 19  | Становништво од 3 до 5 година                                                                    | 55018    |
| 20  | Мушко становништво од 3 до 5 година                                                              | 27796    |
| 21  | Женско становништво од 3 до 5 година                                                             | 27222    |
| 22  | Становништво од 6 до 11 година                                                                   | 111993   |
| 23  | Мушко становништво од 6 до 11 година                                                             | 56931    |
| 24  | Женско становништво од 6 до 11 година                                                            | 55062    |
| 25  | Становништво од 8 до 14 година                                                                   | 129883   |
| 26  | Мушко становништво од 8 до 14 година                                                             | 66069    |
| 27  | Женско становништво од 8 до 14 година                                                            | 63814    |
| 28  | Становништво од 12 до 14 година                                                                  | 54985    |
| 29  | Мушко становништво од 12 до 14 година                                                            | 27983    |
| 30  | Женско становништво од 12 до 14 година                                                           | 27002    |
| 31  | Становништво од 15 до 17 година                                                                  | 58960    |
| 32  | Мушко становништво од 15 до 17 година                                                            | 29752    |
| 33  | Женско становништво од 15 до 17 година                                                           | 29208    |
| 34  | Становништво од 18 до 24 године                                                                  | 136404   |
| 35  | Мушко становништво од 18 до 24 године                                                            | 67594    |
| 36  | Женско становништво од 18 до 24 године                                                           | 68810    |
| 37  | Женско становништво од 15 до 49 година                                                           | 314892   |
| 38  | Становништво са 60 и више година                                                                 | 116148   |
| 39  | Мушко становништво са 60 и више година                                                           | 52249    |
| 40  | Женско становништво са 60 и више година                                                          | 63899    |
| 41  | Однос између мушкараца и жена                                                                    | 93.61    |
| 42  | Становништво од нуле до 14 година                                                                | 271947   |
| 43  | Становништво од 15 до 64 године                                                                  | 746255   |
| 44  | Становништво од 65 година и више                                                                 | 78397    |
| 45  | Просечан број деце                                                                               | 2.13     |
| 46  | Становништво рођено у ентитету                                                                   | 445470   |
| 47  | Мушко становништво рођено у ентитету                                                             | 220753   |
| 48  | Женско становништво рођено у ентитету                                                            | 224717   |
| 49  | Становништво рођено у другом ентитету                                                            | 645939   |
| 50  | Мушко становништво рођено у другом ентитету                                                      | 306615   |
| 51  | Женско становништво рођено у другом ентитету                                                     | 339324   |
| 52  | Становништво од 5 година и више резидентно у ентитету у јуну 2005. године                        | 968591   |
| 53  | Мушко становништво старосног доба од 5 година и више, резидентно у ентитету у јуну 2005. године  | 465584   |
| 54  | Женско становништво старосног доба од 5 и више година, резидентно у ентитету у јуну 2005. године | 503007   |
| 55  | Становништво од 5 година и више које је живело у другом ентитету у јуну 2005. године             | 33017    |
| 56  | Мушко становништво старије од 5 година које је живело у другом ентитету у јуну 2005. године      | 15888    |
| 57  | Женско становништво старије од 5 година које је живело у другом ентитету у јуну 2005. године     | 17129    |
| 58  | Становништво од 3 године и више које говори аутохтони језик                                      | 14424    |
| 59  | Мушко становништво старо 3 године и више које говори аутохтони језик                             | 7209     |
| 60  | Женско становништво старо 3 године и више које говори аутохтони језик                            | 7215     |
| 61  | Становништво од 3 године и више које говори аутохтони језик и не говори шпански језик            | 96       |
| 62  | Мушко становништво старо 3 године и више које говори аутохтони језик и не говори шпански         | 36       |
| 63  | Женско становништво старо 3 године и више које говори аутохтони језик и не говори шпански језик  | 60       |
| 64  | Становништво старо 3 године и више које говори аутохтони језик и шпански                         | 12094    |
| 65  | Мушко становништво старо 3 године и више које говори аутохтони језик и шпански                   | 6049     |
| 66  | Женско становништво старо 3 године и више које говори аутохтони језик и шпански                  | 6045     |
| 67  | Становништво од 5 година и више које говори аутохтони језик                                      | 14316    |
| 68  | Становништво од 5 година и више које говори аутохтони језик и не говори шпански језик            | 87       |
| 69  | Становништво од 5 година и више које говори аутохтони језик и говори шпански језик               | 12041    |
| 70  | Становништво у домородачким домаћинствима                                                        | 34863    |
| 71  | Становништво са ограничењима у активностима                                                      | 42520    |
| 72  | Становништво са ограниченим ходањем или кретањем, горе или доле                                  | 22693    |
| 73  | Становници са ограничењима вида, чак и уз кориштење сочива                                       | 11993    |
| 74  | Становништво са ограничењима говора, комуникације или конверзације                               | 3237     |
| 75  | Становништво са ограниченим слухом                                                               | 4388     |
| 76  | Становништво са ограничењима при одевању, купању или јелу                                        | 2030     |
| 77  | Становништво са ограничењима у опажању или учењу једноставних ствари                             | 1792     |
| 78  | Становништво са менталним ограничењима                                                           | 4686     |
| 79  | Становништво без ограничења активности                                                           | 1045441  |
| 80  | Становништво од 3 до 5 година које не похађа школу                                               | 24233    |
| 81  | Мушко становништво од 3 до 5 година које не похађа школу                                         | 12333    |
| 82  | Женско становништво од 3 до 5 година које не похађа школу                                        | 11900    |
| 83  | Становништво од 6 до 11 година које не похађа школу                                              | 2850     |
| 84  | Мушко становништво од 6 до 11 година које не похађа школу                                        | 1522     |
| 85  | Женско становништво од 6 до 11 година које не похађа школу                                       | 1328     |
| 86  | Становништво од 12 до 14 година које не похађа школу                                             | 2826     |
| 87  | Мушко становништво од 12 до 14 година које не похађа школу                                       | 1580     |
| 88  | Женско становништво од 12 до 14 година које не похађа школу                                      | 1246     |
| 89  | Становништво од 15 до 17 година похађа школу                                                     | 44461    |
| 90  | Мушко становништво од 15 до 17 година похађа школу                                               | 21861    |
| 91  | Женско становништво између 15 и 17 година живота у школи                                         | 22600    |
| 92  | Становништво од 18 до 24 године похађа школу                                                     | 46396    |
| 93  | Мушко становништво од 18 до 24 године похађа школу                                               | 23364    |
| 94  | Женско становништво од 18 до 24 године похађа школу                                              | 23032    |
| 95  | Становништво од 8 до 14 година које не може да чита и пише                                       | 1737     |
| 96  | Мушко становништво старосног доба од 8 до 14 година које не може да чита и пише                  | 986      |
| 97  | Женско становништво старосног доби од 8 до 14 година које не може да чита и пише                 | 751      |
| 98  | Становништво од 15 година и више које је неписмено                                               | 22470    |
| 99  | Мушко становништво од 15 година и више које је неписмено                                         | 6394     |
| 100 | Женско становништво од 15 година и више које је неписмено                                        | 16076    |
| 101 | Становништво старо 15 и више година без школовања                                                | 31333    |
| 102 | Мушко становништво старо 15 и више година без школовања                                          | 10526    |
| 103 | Женско становништво старо 15 и више година без школовања                                         | 20807    |
| 104 | Становништво старосног доба 15 и више година са непотпуним основним образовањем                  | 63933    |
| 105 | Мушко становништво старосног доба од 15 година и више са непотпуном основним образовањем         | 26578    |
| 106 | Женско становништво старосног доба 15 и више година са непотпуном основним образовањем           | 37355    |
| 107 | Становништво старо 15 и више година са комплетним основним образовањем                           | 122935   |
| 108 | Мушко становништво старо 15 година и више са комплетним основним образовањем                     | 54793    |
| 109 | Женско становништво старо 15 и више година са комплетним основним образовањем                    | 68142    |
| 110 | Становништво старосног доба 15 и више година са непотпуним средњим образовањем                   | 38393    |
| 111 | Мушко становништво старосног доба од 15 година и више са непотпуним средњим образовањем          | 21778    |
| 112 | Женско становништво старосног доба од 15 година и више са непотпуним средњим образовањем         | 16615    |
| 113 | Становништво старо 15 и више година са пуним секундарном образовањем                             | 200982   |
| 114 | Мушко становништво старосног доба од 15 година и више са пуним секундарном образовањем           | 100856   |
| 115 | Женско становништво старосног доба од 15 година и више са пуним секундарном образовањем          | 100126   |
| 116 | Становништво старије од 18 година са постосновним образовањем                                    | 333460   |
| 117 | Мушко становништво старије од 18 година са постосновним образовањем                              | 163159   |
| 118 | Женско становништво старије од 18 година са постосновним образовањем                             | 170301   |
| 119 | Просечна оцена школовања                                                                         | 9.5      |
| 120 | Просечан ниво образовања мушке популације                                                        | 9.73     |
| 121 | Просечан ниво образовања женског становништва                                                    | 9.3      |
| 122 | Економски активно становништво                                                                   | 480547   |
| 123 | Економски активна мушка популација                                                               | 300984   |
| 124 | Економски активна женска популација                                                              | 179563   |
| 125 | Становништво које није економски активно                                                         | 392087   |
| 126 | Мушко становништво које није економски активно                                                   | 113853   |
| 127 | Женско становништво које није економски активно                                                  | 278234   |
| 128 | Запослено становништво                                                                           | 457542   |
| 129 | Запослено мушко становништво                                                                     | 284556   |
| 130 | Запослено женско становништво                                                                    | 172986   |
| 131 | Незапослена популација                                                                           | 23005    |
| 132 | Незапослена мушка популација                                                                     | 16428    |
| 133 | Незапослена женска популација                                                                    | 6577     |
| 134 | Становништво без права на здравствене услуге                                                     | 502743   |
| 135 | Становништво које има право на здравствене услуге                                                | 588296   |
| 136 | Становништво које има право на ИМСС                                                              | 336922   |
| 137 | Становништво које има право на социјално осигурање                                               | 93035    |
| 138 | Становништво које има право на државно социјално осигурање                                       | 11256    |
| 139 | Становништво које има право на опште осигурање или здравствено осигурање за нову генерацију      | 111248   |
| 140 | Становништво које је било једном или није било у браку током 12 година и више                    | 321147   |
| 141 | Венчано или уједињено становништво од 12 година и више                                           | 449931   |
| 142 | Становништво које је било у браку или уједињено 12 година и више                                 | 107073   |
| 143 | Становништво са католичком религијом                                                             | 929034   |
| 144 | Протестанти, еванђелисти и библијски следбеници различити од еванђелиста                         | 86169    |
| 145 | Становништво са другим религијама различитим од претходних                                       | 1846     |
| 146 | Становништво без религије                                                                        | 50925    |
| 147 | Укупно пописаних домаћинства                                                                     | 280513   |
| 148 | Пописна домаћинства на челу са мушкарцима                                                        | 202600   |
| 149 | Пописна домаћинства на челу са женама                                                            | 77913    |
| 150 | Становништво у пописним домаћинствима                                                            | 1093307  |
| 151 | Становништво у пописним домаћинствима на челу са мушкарцима                                      | 821598   |
| 152 | Становништво у пописним домаћинствима на челу са женама                                          | 271709   |
| 153 | Укупно домаћинстава                                                                              | 303266   |
| 154 | Укупно насељених домаћинстава                                                                    | 285045   |
| 155 | Укупно приватних кућа                                                                            | 298734   |
| 156 | Насељени приватни домови                                                                         | 280513   |
| 157 | Укупно насељених приватних кућа                                                                  | 285027   |
| 158 | Ненасељене приватне куће                                                                         | 14039    |
| 159 | Појединачна домаћинства за привремену употребу                                                   | 4182     |
| 160 | Становници у насељеним приватним кућама                                                          | 1093307  |
| 161 | Насељеност станара у приватним становима                                                         | 3.9      |
| 162 | Просечно становника по соби у приватним насељеним домаћинствима                                  | 1.01     |
| 163 | Појединачна домаћинства са подовима од различитих материјала од земље                            | 275193   |
| 164 | Појединачна домаћинства у приземљу                                                               | 3708     |
| 165 | Појединачна домаћинства са једном спаваћом собом                                                 | 111143   |
| 166 | Појединачна домаћинства са две спаваће собе и више                                               | 168442   |
| 167 | Појединачна домаћинства са једним собом                                                          | 21106    |
| 168 | Појединачна домаћинства са две собе                                                              | 52805    |
| 169 | Појединачна домаћинства са 3 собе и више                                                         | 205293   |
| 170 | Појединачна домаћинства која имају електрично светло                                             | 279376   |
| 171 | Појединачна домаћинства која немају електрично светло                                            | 293      |
| 172 | Појединачна домаћинства која имају водоводну воду у стамбеном простору                           | 276877   |
| 173 | Појединачна домаћинства која немају водоводну воду у стамбеном простору                          | 2344     |
| 174 | Појединачна домаћинства која имају тоалет                                                        | 278972   |
| 175 | Појединачна домаћинства која имају канализацију                                                  | 278378   |
| 176 | Појединачна домаћинства која немају канализацију                                                 | 683      |
| 177 | Појединачна домаћинства која имају електрично светло, довод воде из јавне мреже и канализацију   | 275724   |
| 178 | Појединачна домаћинства без икаквих услова                                                       | 998      |
| 179 | Појединачна домаћинства која имају радио                                                         | 247837   |
| 180 | Појединачна домаћинства која имају телевизор                                                     | 274670   |
| 181 | Појединачна домаћинства која имају фрижидер                                                      | 243550   |
| 182 | Појединачна домаћинства која имају машину за веш                                                 | 206539   |
| 183 | Појединачна домаћинства која имају аутомобил или комби                                           | 106103   |
| 184 | Појединачна домаћинства која имају рачунар                                                       | 98818    |
| 185 | Појединачна домаћинства која имају фиксну телефонску линију                                      | 184091   |
| 186 | Појединачна домаћинства која имају мобилни телефон                                               | 188559   |
| 187 | Појединачна домаћинства која имају приступ интернету                                             | 72382    |